# Współczynnik zmienności resztowej
Współczynnik zmienności resztowej informuje o tym, jaką część wartości średniej zmiennej objaśnianej stanowi odchylenie standardowe składnika resztowego, czyli w jakim stopniu na zmienną objaśnianą mają wpływ czynniki losowe (przypadkowe). Zwykle wyrażany procentowo, wyznaczany za pomocą wzoru:
{\displaystyle V_{e}={\frac {S_{e}}{Y_{t}}}\cdot 100[\%],}
gdzie:
{\displaystyle V_{e}} – współczynnik zmienności resztowej,
{\displaystyle S_{e}} – odchylenie standardowe składnika resztowego,
{\displaystyle Y_{t}} – średnia arytmetyczna wartości zmiennej {\displaystyle y.}